# 谢普尼耶
谢普尼耶（法語：Chepniers，法語發音：[ʃɛpnje]）是法国滨海夏朗德省的一个市镇，位于该省东南部，属于容扎克区。

## 地理
谢普尼耶（45°15'26"N, 0°18'36"W）面积28.21 平方千米，位于法国新阿基坦大区滨海夏朗德省，该省份为法国西部滨海省份，北起旺代省，西临大西洋，南至吉倫特省，东南接多爾多涅省，东北接德塞夫勒省接壤，东临夏朗德省。
与谢普尼耶接壤的市镇（或旧市镇、城区）包括：比萨克福雷、科里尼亚克、瑞萨、蒙略拉加德、波利尼亚克、普亚克、圣科隆布。

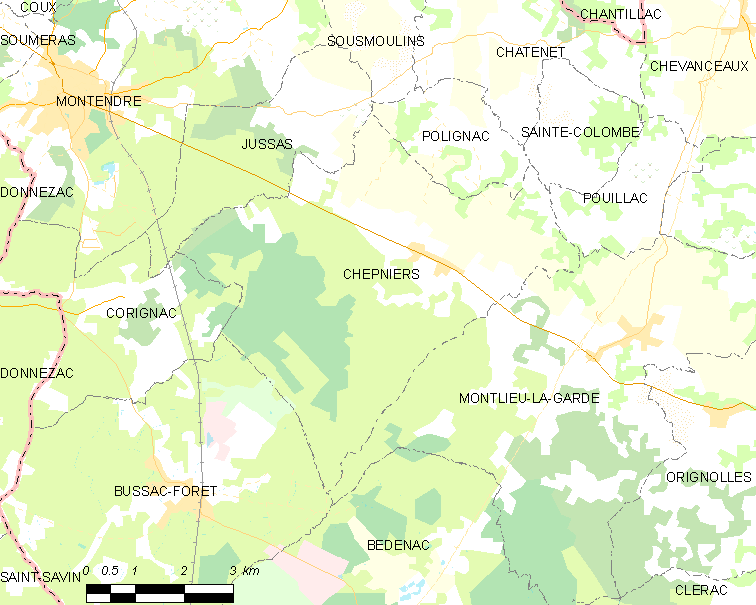
谢普尼耶的OSM定位图

谢普尼耶的时区为UTC+01:00、UTC+02:00（夏令时）。

## 行政
谢普尼耶的邮政编码为17210，INSEE市镇编码为17099。

## 政治
谢普尼耶所属的省级选区为三山县。

## 人口

1962-2008年间谢普尼耶人口变化图示

谢普尼耶于2022年1月1日时的人口数量为694人。